# يوسف الغانم
 يوسف عبد الله محمد شاهين الغانم مواليد دولة الكويت عام 1937 ، نائب سابق في مجلس الأمة الكويتي ، شارك في انتخابات مجلس الأمة الكويتي عام 1981 عن الدائرة العاشرة العديلية وحصل علي ( 400 ) وحصل علي المركز الثاني ونجح بالانتخابات.

## سيرته
كان من مواقفه في مجلس 1981 التصويت علي تعديل الدستور في جلسة مجلس الامة عام 1982 والذي وافق علي مبدأ التعديل، كما انه من مؤسسين نادي كاظمة الرياضي ، وهو أول رئيس مجلس إدارة للنادي.
1. ↑  "يوسف عبدالله محمد شاهين الغانم". مؤرشف من الأصل في 2019-04-28. اطلع عليه بتاريخ 2020-03-14.
2. ↑  "إطلاق اسم يوسف الشاهين على صالة كاظمة". مؤرشف من الأصل في 2020-03-14. اطلع عليه بتاريخ 2020-03-14.